# Un réquiem alemán
Para la novela de Phillip B. Kerr, véase Berlin noir III. Réquiem alemán

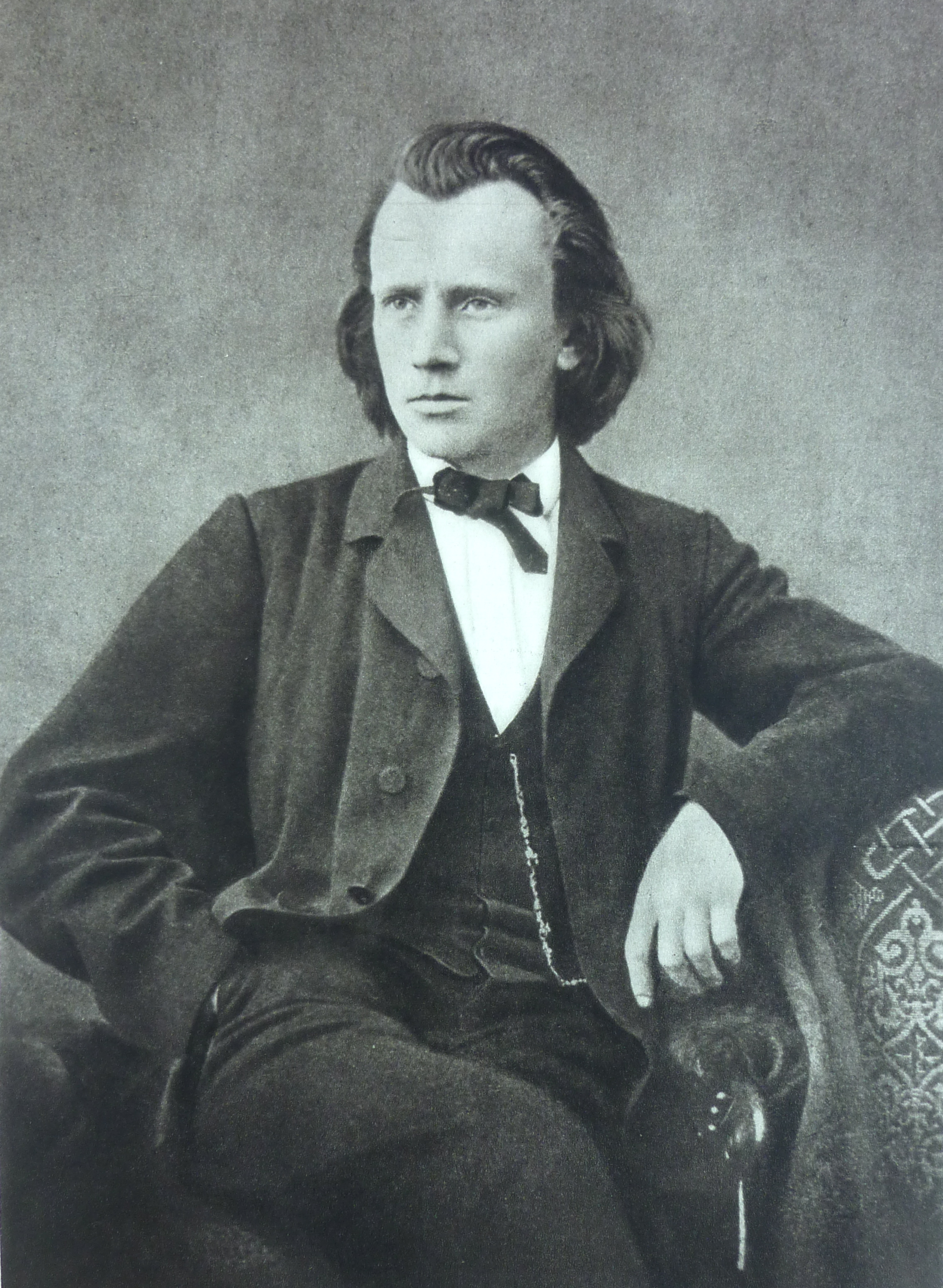
Brahms en 1866.

Ein deutsches Requiem, Op. 45, o en español Un réquiem alemán, es una obra para soprano, barítono, coro y orquesta que fue compuesta por Johannes Brahms entre 1865 y 1868. Se trata de una meditación sobre la vida y la muerte a partir de textos bíblicos. 

## Historia
Brahms realizó los primeros esbozos de la obra en 1861 y acometió el trabajo fundamental a partir de 1866, tras la muerte de su madre y de su protector Robert Schumann.

### Estreno
Se estrenó de forma parcial en la Catedral de Bremen el 10 de abril de 1868, día de Viernes Santo, y de forma completa en 1869 en la Gewandhaus de Leipzig. Posteriormente, se interpretó por toda Europa y Brahms empezó a ser considerado como un compositor de importancia.
El 1 de diciembre de 1867 se programa en Viena un concierto en memoria de Franz Schubert, ocasión que se aprovecha para la presentación de los tres primeros movimientos de Un réquiem alemán. Se cuenta como anécdota que el encargado de la percusión, supuestamente vendido a Wagner, enemigo de Brahms, reventó la obra a timbalazos extemporáneos. Por esta u otra razón, el anticipo del estreno no tuvo éxito. Aunque realmente las rivalidades entre la escuela de Brahms y la de Wagner se dieron entre los seguidores de cada escuela, no entre el propio Wagner y Brahms.
La obra se estrenó completa y definitivamente el 10 de abril de 1868, día de Viernes Santo, en la catedral de San Pedro de Bremen. Esta vez sí constituyó un éxito grandioso. Se repuso otro Viernes Santo de 1871, también en la catedral de Bremen, como homenaje fúnebre a los caídos en la guerra franco-prusiana dentro de un contexto marcadamente nacionalista.

## Instrumentación
La partitura está escrita para voces solistas, un coro y una orquesta formada por:
- Viento madera: 1 flautín, 2 flautas, 2 oboes, 2 clarinetes, 2 fagotes, 1 contrafagot (ad lib.).
- Viento metal: 4 trompas, 2 trompetas, 3 trombones, 1 tuba.
- Percusión: timbales.
- Teclado: órgano (ad lib.).
- Cuerda: arpa (una parte, preferiblemente doblada ad lib.) y una sección de cuerdas con violines I y II, violas, violonchelos y contrabajos.
- Voces: soprano solista, barítono solista; coro mixto (SATB).

## Estructura y análisis
La obra consta de siete partes:
1. Chor: „Selig sind, die da Leid tragen“ (Mateo 5:4, Salmo 126:5 - 6)
2. Chor: „Denn alles Fleisch, es ist wie Gras“ (1 Pedro 1:24, 25, Santiago 5:7, Isaías 35:10)
3. Bariton (Solo) und Chor: „Herr, lehre doch mich“ (Salmo 39:5 - 8, Sabiduría 3:1)
4. Chor: „Wie lieblich sind deine Wohnungen“ (Salmo 84:2 - 3, 5)
5. Sopran (Solo) und Chor: „Ihr habt nun Traurigkeit“ (Juan 16:22, Eclesiástico 51:27, Isaías 66:13)
6. Bariton (Solo) und Chor: „Denn wir haben hie keine bleibende Statt“ (Hebreos 13:24, 1 Corintios 15:51-55, Apocalipsis 4:11)
7. Chor: „Selig sind die Toten“ (Apocalipsis 14:13)

La interpretación de esta obra dura aproximadamente entre 70 y 75 minutos. Se trata de un híbrido entre la cantata y el oratorio, donde la sensibilidad está muy próxima a la misericordia, la compasión y el optimismo, lo que la aleja del réquiem en sentido litúrgico, así como de la Misa de difuntos o de una intención sacra. En este sentido, Brahms se aleja de la tradición católica, y se sitúa en la órbita de las enseñanzas del luteranismo, al seleccionar textos bíblicos que eluden referencias a la vida eterna, al juicio final o a un Dios castigador. El compositor musicalizó un total de 15 textos bíblicos en alemán.
Tras las tres primeras partes, de tono sombrío y dramático, el n.º 4 crea un cierto contraste de serenidad, que se encuentra también en el n.º 5, con sus magníficos solos de soprano. Muy complejo en su organización, el n.º 6, donde se alternan barítono y coro, termina con una fuga. El n.º 7 termina el Réquiem alemán en un clima de beatitud.
Como queda claro en el título, el Réquiem alemán no fue escrito con propósitos exclusivamente litúrgicos, aunque se invoca el nombre de Cristo. Brahms elige la letra con minucioso cuidado partiendo de la Biblia luterana, incluidos los escritos apócrifos. 

## En la cultura popular
- "Deutsches Requiem" es el título de un cuento del libro El Aleph (1949) de Jorge Luis Borges, quien ha reconocido ser un gran admirador de la obra de Brahms.

- 1997 – The Nazis: A Warning from History, serie de documentales de la BBC sobre el nazismo que usa el segundo movimiento como música para la introducción.

## Discografía selecta
| Año  | Dirección            | Soprano                  | Barítono                 | Coro                                      | Orquesta                                     | Discográfica                        | Grabación                        |  |
| ---- | -------------------- | ------------------------ | ------------------------ | ----------------------------------------- | -------------------------------------------- | ----------------------------------- | -------------------------------- |  |
| 1943 | Arturo Toscanini     | Vivien Della Chiesa      | Herbert Janssen          | Westminster Choir                         | NBC Symphony Orchestra                       | Naxos                               | En vivo 24-01-1943               |  |
| 1947 | Herbert von Karajan  | Elisabeth Schwarzkopf    | Hans Hotter              | Wiener Singverein                         | Wiener Philharmoniker                        | EMI                                 |                                  |  |
| 1948 | Wilhelm Furtwängler  | Kerstin Lindberg-Torlind | Bernhard Sönnerstedt     | Musikaliska Sallskapet Kör                | Stockholms Konsertförenings Orkester         | Archipel Desert Island Collection   | Estocolmo, 19-11-1948            |  |
| 1954 | Bruno Walter         | Irmgard Seefried         | George London            | Westminster Choir                         | Filarmónica de Nueva York                    | Sony                                |                                  |  |
| 1955 | Rudolf Kempe         | Elisabeth Grümmer        | Dietrich Fischer-Dieskau | Chor der St. Hedwigs-Kathedrale           | Berliner Philharmoniker                      | EMI                                 |                                  |  |
| 1957 | Sergiu Celibidache   | Agnes Giebel             | Hans Hotter              | Chor des Kölner Rundfunks                 | Orquesta sinfónica de la Radio de Colonia    | Audiophile                          | Colonia, 28-10-1957              |  |
| 1960 | Sergiu Celibidache   | Agnes Giebel             | Hermann Prey             | Coro di Milano della RAI                  | Orchestra Sinfonica di Milano della RAI      | IDIS                                | En vivo Mailand, 19-02-1960      |  |
| 1961 | Otto Klemperer       | Elisabeth Schwarzkopf    | Dietrich Fischer-Dieskau | Philharmonia Chorus                       | Philharmonia Orchestra                       | EMI                                 |                                  |  |
| 1964 | Herbert von Karajan  | Gundula Janowitz         | Eberhard Waechter        | Wiener Singverein                         | Berliner Philharmoniker                      | DG                                  |                                  |  |
| 1967 | Ernest Ansermet      | Agnes Giebel             | Hermann Prey             | Chorale de la Suisse Romande              | Orchestre de la Suisse Romande               | Decca                               |                                  |  |
| 1968 | Erich Leinsdorf      | Montserrat Caballé       | Sherrill Milnes          | New England Conservatory Chorus           | Boston Symphony Orchestra                    | RCA                                 |                                  |  |
| 1971 | Matthias Büchel      | Herrat Eicker            | Bernd Weikl              | Chor des Musikvereins Gütersloh           | Nordwestdeutsche Philharmonie                | Eurodisc                            |                                  |  |
| 1972 | Daniel Barenboim     | Edith Mathis             | Dietrich Fischer-Dieskau | Edinburgh Festival Chorus                 | London Philharmonic Orchestra                | DG                                  |                                  |  |
| 1976 | Herbert von Karajan  | Anna Tomowa-Sintow       | José van Dam             | Wiener Singverein                         | Berliner Philharmoniker                      | EMI                                 |                                  |  |
| 1977 | Lorin Maazel         | Ileana Cotrubas          | Hermann Prey             | New Philharmonia Chorus                   | New Philharmonia Orchestra                   | Sony                                |                                  |  |
| 1978 | Carlo Maria Giulini  | Ileana Cotrubaș          | Dietrich Fischer-Dieskau | Edinburgh International Festival Chorus   | London Philharmonic Orchestra                | BBC Music                           |                                  |  |
| 1978 | Rafael Kubelik       | Edith Mathis             | Wolfgang Brendel         | Chor des Bayerischen Rundfunks            | Symphonieorchester des Bayerischen Rundfunks | Audite                              | En vivo Herkulessaal, 29-09-1978 |  |
| 1983 | Giuseppe Sinopoli    | Lucia Popp               | Wolfgang Brendel         | Prager Philharmonischer Chor              | Filarmónica Checa                            | DG                                  |                                  |  |
| 1983 | Herbert von Karajan  | Barbara Hendricks        | José van Dam             | Wiener Singverein                         | Wiener Philharmoniker                        | DG                                  |                                  |  |
| 1985 | Herbert Kegel        | Mari Anne Häggander      | Siegfried Lorenz         | Rundfunkchor Leipzig                      | Rundfunk-Sinfonieorchester Leipzig           | Capriccio                           |                                  |  |
| 1985 | Georg Solti          | Kiri Te Kanawa           | Bernd Weikl              | Chicago Symphony Chorus                   | Chicago Symphony Orchestra                   | Decca                               |                                  |  |
| 1987 | Carlo Maria Giulini  | Barbara Bonney           | Andreas Schmidt          | Konzertvereinigung Wiener Staatsopernchor | Wiener Philharmoniker                        | DG                                  |                                  |  |
| 1991 | Helmuth Rilling      | Donna Brown              | Gilles Cachemaille       | Gächinger Kantorei Stuttgart              | Bach-Collegium Stuttgart                     | Hänssler Classic                    |                                  |  |
| 1993 | Roger Norrington     | Lynne Dawson             | Olaf Bär                 | The Schütz Choir of London                | London Classical Players                     | EMI                                 |                                  |  |
| 1995 | Kurt Masur           | Sylvia McNair            | Håkan Hagegård           | Westminster Symphonic Choir               | Filarmónica de Nueva York                    | Teldec                              | En vivo NYC, 1995                |  |
| 1996 | Philippe Herreweghe  | Christiane Oelze         | Gerald Finley            | Collegium Vocale Gent                     | Orchestre des Champs-Elysees                 | Harmonia Mundi                      |                                  |  |
| 2007 | Simon Rattle         | Dorothea Röschmann       | Thomas Quasthoff         | Rundfunkchor Berlin                       | Berliner Philharmoniker                      | EMI                                 |                                  |  |
| 2010 | Nikolaus Harnoncourt | Genia Kühmeier           | Thomas Hampson           | Arnold Schoenberg Chor                    | Wiener Philharmoniker                        | RCA Red Seal                        |                                  |  |
| 2012 | John Eliot Gardiner  | Katharina Fuge           | Matthew Brook            | Monteverdi Choir                          | Orchestre Révolutionnaire et Romantique      | Soli Deo Gloria                     |                                  |  |
| 2015 | Mariss Jansons       | Genia Kühmeier           | Gerald Finley            | Groot Omroepkoor                          | Concertgebouw de Ámsterdan                   | RCO                                 |                                  |  |
| 2016 | Jan Willem de Vriend | Renate Arends            | Thomas Oliemans          | Rotterdam Symphony Chorus                 | Residentie Orkest                            | Challenge Classics                  | En vivo Scheveningen, 2016       |  |
| 2018 | Paavo Järvi          | Valentina Farcas         | Matthias Goerne          | State Choir Latvija                       | Deutsche Kammerphilharmonie Bremen           | CMajor                              | En vivo cat. Bremen, 10-04-2018  |  |
| 2019 | David Zinman         | Christiane Karg          | Michael Nagy             | MDR-Rundfunkchor                          | hr-Sinfonieorchester                         | https://www.hr-sinfonieorchester.de | En vivo Alte Oper, 11-10-2019    |  |